# Must get out
«Must Get Out» es el quinto sencillo del disco debut de Maroon 5, Songs About Jane. Lanzado en 2004, alcanzando el n.º 39 en las listas del Reino Unido.

## Lista de canciones
Sencillo Promocional R.U.

1. «Must Get Out» (Radio) (Jesse Carmichael, Adam Levine)

Sencillo Comercial Europa

1. «Must Get Out» (Jesse Carmichael, Adam Levine)
2. «This Love» (Versión Acústica) (Jesse Carmichael, Adam Levine)

## Posición en listas
| País          | Proveedor (es)            | Posición |
| ------------- | ------------------------- | -------- |
| Holanda       | Netherlands Singles Chart | 8        |
| Europa        | Euro Top 200              | 167      |
| Irlanda       | Ireland Singles Chart     | 34       |
| Japón         | Tokio Hot 100             | 19       |
| Nueva Zelanda | New Zealand Singles Chart | 38       |
| Reino Unido   | UK Singles Chart          | 39       |
| Sudáfrica     | South Africa 5FM Chart    | 19       |